# Sukumo (Kōchi)
Sukumo (宿毛市 Sukumo-shi?) es una ciudad localizada en la prefectura de Kōchi, Japón. En junio de 2019 tenía una población estimada de 19.573 habitantes y una densidad de población de 68,4 personas por km². Su área total es de 286,20 km².

## Geografía

### Localidades circundantes
- Prefectura de Kōchi
  - Mihara
  - Ōtsuki
  - Shimanto
  - Tosashimizu
- Prefectura de Ehime
  - Ainan
  - Uwajima

## Demografía
Según los datos del censo japonés, esta es la población de Sukumo en los últimos años.
| 1995   | 2000   | 2005   | 2010   | 2015   |
| ------ | ------ | ------ | ------ | ------ |
| 25.919 | 25.970 | 24.397 | 22.610 | 20.907 |